# Kh-58
El Kh-58 (ruso: Х-58; Designación OTAN: AS-11 'Kilter') es un misil soviético antirradiación con un alcance de 120 km. A partir de 2004, la variante Kh-58U seguía siendo el principal misil anti-radiación de Rusia y sus aliados. Está siendo superado por el Kh-31.

## Desarrollo
La oficina de diseño de Bereznyak había desarrollado los misiles antirradiación Kh-28 (AS-9 ‘Kyle ') y Raduga KSR-5 (AS-6). Se fusionaron con Raduga en 1967, por lo que a principios de la década de 1970, Raduga recibió el contrato para desarrollar un sucesor de combustible sólido para el Kh-28 para equipar el nuevo avión de ataque Su-24M 'Fencer-D'. En consecuencia, el proyecto fue inicialmente designado como Kh-24, antes de convertirse en Kh-58.
Durante la década de 1980 se desarrolló una variante de mayor alcance, la Kh-58U, con capacidad de bloqueo en el lanzamiento posterior. Desde la caída de la Unión Soviética, Raduga ha ofrecido varias versiones para la exportación.

## Diseño
Fue diseñado para ser utilizado en conjunto con el sistema de adquisición de objetivos L-086A "Fantasmagoria A" o L-086B "Fantasmagoria B" de Su-24. El rango alcanzado depende en gran medida de la altitud de lanzamiento, por lo que el Kh-58 original tiene un rango de 36 km desde el nivel bajo, 120 km desde 10,000 m (32,800 pies) y 160 km desde 15,000 m (49,200 pies).
Al igual que otros misiles soviéticos de la época, el Kh-58 podría equiparse con una gama de cabezas de buscador diseñadas para atacar radares específicos de defensa aérea como el MIM-14 Nike-Hercules o el MIM-104 Patriot.

## Historia operacional
El Kh-58 se implementó en 1982 en el Su-24M 'Fencer D' en el servicio soviético. El Kh-58U entró en servicio en 1991 en el Su-24M y el MiG-25BM 'Foxbat-F'. La versión Kh-58E también puede llevarse en el Su-22M4 y en el Su-25TK, mientras que el Kh-58UshE parece estar destinado a los Su-30MKK chinos.

## Variantes
- Kh-58 (Izdeliye 112) - versión original para el Su-24M
- Kh-58U - versión mejorada con mayor alcance y bloqueo después del lanzamiento
- Kh-58E - versión de exportación con electrónica mejorada y cabezal buscador de banda ancha (1.2–11 GHz ). Ofrecida por primera vez en 1991.
- Kh-58EM - otra versión ofrecida para exportación en la década de 1990
- Kh-58UShE (Uluchshennaya Shirokopolosnaya Exportnaya: 'mejorado, banda ancha, exportación') - nuevo buscador de banda ancha en un nuevo radomo, destinado a Su-30MK.
- Kh-58UShKE - versión mostrada en MAKS 2007 con aletas plegables para el transporte interno en el Sukhoi Su-57.
- Kh-58UShKE (TP) - versión mostrada en MAKS 2015 con un buscador UV de infrarrojos con imágenes adicionales.

Algunas fuentes occidentales se han referido a un Kh-58A que está optimizado para radares navales o tiene un cabezal de buscador activo para usarlo como un misil antibuque, probablemente representa otro nombre para el Kh-58U.

## Operadores

### Operadores actuales
- Rusia

- India

- Malasia

- Argelia

- Irán

- Perú
- Corea del Norte

- Antiguas repúblicas soviéticas y países del Pacto de Varsovia

### Ex operadores
- Unión Soviética

- Ucrania

- Irak

## Armas similares
Kh-28 (AS-9 'Kyle) - antecesor de combustible líquido del Kh-58
Misil Martel - colaboración anglo-francesa con 60 km de alcance.
AGM-88 HARM: arma antirradar de la Fuerza Aérea de los EE. UU., Alcance de 150 km